# Список умерших в 991 году

## Февраль
- 22 февраля — Якуб ибн Киллис, фатимидский визирь в годы правления халифа Аль-Азиза Биллаха, исмаилитский учёный.

## Март
- 1 марта — Император Энъю (31), 64-й император Японии (969—984).
- 15 марта — Зигфрид фон Вальбек, граф фон Вальбек[1].

## Апрель
- 2 апреля — Варда Склир, византийский военачальник, руководивший Азиатским восстанием против императора Василия II Болгаробойцы в 976—979 годах.

## Июнь
- 15 июня — Феофано, германская королева и императрица Священной Римской империи, жена императора Оттона II Рыжего[2].

## Август
- Ланцелин, граф Альтенбурга, Мури, Клетгау и Тургау.

## Октябрь
- 12 октября — Николай II Хрисоверг, Патриарх Константинопольский (979—991).

## Дата смерти неизвестна или требует уточнения
- Богомил, легендарный религиозный деятель Киевской Руси.
- Госфред I, последний из правителей, правивший одновременно графствами Ампурьяс и Руссильон (931—991)[3].
- Ибн Бабавайх ас-Садук, шиитский учёный-хадисовед и передатчик хадисов[4].
- Трибуно Меммо, 25-й венецианский дож (979—991).
- Мухаммед IV ибн Ахмад, 9-й Ширваншах (981-991).
- Оттон I, маркграф Монферрата.
- Тайра-но Канэмори, японский вака-поэт.